# Yerson Candelo
Yerson Candelo (Villagorgona, Colombia; 24 de febrero de 1992) es un futbolista colombiano. Juega como centrocampista y su equipo actual es el América de Cali de la Categoría Primera A de Colombia. 

## Trayectoria

### Inicios
Su formación la inició en el Club Deportivo Aston Villa de Villagorgona en el Municipio de Candelaria a partir del año 2004.

### Deportivo Cali
En el año 2009 fue transferido al Deportivo Cali, club en el que se destacó por ser una de las grandes figuras en la cancha y ser emblema del equipo. Desde que llegó al club obtuvo 3 títulos como la Copa Colombia 2010, la Superliga de Colombia 2014 y Torneo Apertura 2015.

### Querétaro F. C.
El 31 de julio de 2015 su club confirmó que fue vendido al Querétaro de México por 3.5 millones de dólares. Debutó el 22 de agosto entrando al minuto 74 en la victoria 4 a 2 de su equipo contra el Cruz Azul. Su primer gol lo marcaría el 2 de octubre en la victoria 2-1 de su equipo al Tijuana. Marcaría su primer gol de la temporada 2016/17 el 28 de septiembre en la victoria 3 a 1 sobre Lobos BUAP por la Copa de México.

### Atlético Nacional
En junio de 2018 llegó a Atlético Nacional como refuerzo para la Copa Libertadores 2018, volviendo a Colombia luego de tres años. Su primer gol lo marca el 28 de julio en la victoria 2 a 0 como visitantes en Estadio El Campín frente a Independiente Santa Fe.
Su primer gol del 2019 lo hace el 16 de marzo en el empate a dos goles en el clásico paisa frente a Independiente Medellín.
El 22 de junio de 2022 en el partido final de ida Frente al Deportes Tolima marcó un gol desde la mitad de cancha dejando el marcador 2-1 ganando el equipo paisa en el minuto 70, el gol que hizo fue nominado al Premio Puskás.

## Selección nacional

### Categorías menores
Yerson fue convocado para participar en el tradicional Torneo Esperanzas de Toulon donde consigue el título de la Edición 2011 con la selección sub-20 anotando el 3-1 en los tiros desde el punto penal.

#### Participaciones en Copas del Mundo Juveniles
| Mundial                     | Sede     | Resultado        | PJ | GA | Asis |
| --------------------------- | -------- | ---------------- | -- | -- | ---- |
| Copa Mundial Sub-20 de 2011 | Colombia | Cuartos de final | 2  | 0  | 0    |

### Categoría mayores
Tiene su primera convocatoria el 7 de octubre de 2021 Para la triple fecha eliminatoria contra la selección de Uruguay, la selección de Brasil y la selección de Ecuador. En enero de 2022 fue convocado para un partido amistoso contra Honduras en Estados Unidos. Debutó el 16 de enero de 2022 como titular en la victoria 2 por 1 sobre Honduras.

#### Participaciones enEliminatoris al Mundial
| Eliminatoria                        | Sede del Mundial | Posición      | Resultado | PJ                                | GA | Asis |
| ----------------------------------- | ---------------- | ------------- | --------- | --------------------------------- | -- | ---- |
| Eliminatorias Mundial de Catar 2022 | Catar            | 6°lugar 23pts | Eliminado | 0 (6 convocatorias como suplente) | 0  | 0    |

## Estadísticas

### Clubes
Actualizado al último partido disputado el 3 de diciembre de 2023.
| Club | Div.          | Temporada     | Liga  | Liga  | Liga   | Copas | Copas | Copas  | Internacional | Internacional | Internacional | Total | Total | Total  | Media goleadora |
| Club | Div.          | Temporada     | Part. | Goles | Asist. | Part. | Goles | Asist. | Part.         | Goles         | Asist.        | Part. | Goles | Asist. | Media goleadora |
| --- | ------------- | ------------- | ----- | ----- | ------ | ----- | ----- | ------ | ------------- | ------------- | ------------- | ----- | ----- | ------ | --------------- |
| Deportivo Cali · Colombia | 1.a           | 2010          | 1     | 0     | 0      | 0     | 0     | 0      | -             | -             | -             | 1     | 0     | 0      | 0               |
| Deportivo Cali · Colombia | 1.a           | 2011          | 13    | 0     | 2      | 5     | 1     | 0      | 1             | 0             | 0             | 19    | 1     | 2      | 0.05            |
| Deportivo Cali · Colombia | 1.a           | 2012          | 37    | 0     | 0      | 2     | 0     | 0      | 0             | 0             | 0             | 39    | 0     | 0      | 0               |
| Deportivo Cali · Colombia | 1.a           | 2013          | 33    | 0     | 2      | 6     | 1     | 0      | 0             | 0             | 0             | 39    | 1     | 2      | 0.03            |
| Deportivo Cali · Colombia | 1.a           | 2014          | 38    | 2     | 10     | 6     | 0     | 0      | 8             | 0             | 3             | 52    | 2     | 13     | 0.04            |
| Deportivo Cali · Colombia | 1.a           | A-2015        | 25    | 1     | 9      | 3     | 0     | 0      | 0             | 0             | 0             | 28    | 1     | 9      | 0.04            |
| Deportivo Cali · Colombia | Total club    | Total club    | 147   | 3     | 23     | 22    | 2     | 0      | 9             | 0             | 3             | 178   | 5     | 26     | 0.02            |
| Querétaro · México | 1.a           | 2015-16       | 26    | 3     | 7      | 0     | 0     | 0      | 5             | 1             | 2             | 31    | 4     | 9      | 0.13            |
| Querétaro · México | 1.a           | 2016-17       | 30    | 3     | 3      | 8     | 1     | 0      | 0             | 0             | 0             | 38    | 4     | 3      | 0.10            |
| Querétaro · México | 1.a           | 2017-18       | 27    | 1     | 5      | 7     | 2     | 0      | 0             | 0             | 0             | 34    | 3     | 5      | 0.10            |
| Querétaro · México | Total club    | Total club    | 83    | 7     | 15     | 15    | 3     | 0      | 5             | 1             | 2             | 103   | 11    | 17     | 0.11            |
| Atlético Nacional · Colombia | 1.a           | F-2018        | 16    | 1     | 2      | 5     | 0     | 0      | 2             | 0             | 0             | 23    | 1     | 2      | 0.04            |
| Atlético Nacional · Colombia | 1.a           | 2019          | 40    | 4     | 8      | 4     | 0     | 0      | 3             | 0             | 0             | 47    | 4     | 8      | 0.09            |
| Atlético Nacional · Colombia | 1.a           | 2020          | 14    | 0     | 6      | 1     | 0     | 0      | 4             | 0             | 1             | 19    | 0     | 7      | 0               |
| Atlético Nacional · Colombia | 1.a           | 2021          | 32    | 1     | 4      | 4     | 0     | 1      | 10            | 0             | 2             | 46    | 1     | 7      | 0.02            |
| Atlético Nacional · Colombia | 1.a           | 2022          | 37    | 1     | 5      | 3     | 0     | 0      | 1             | 0             | 0             | 40    | 1     | 5      | 0.01            |
| Atlético Nacional · Colombia | 1.a           | A-2023        | 19    | 1     | 1      | 1     | 0     | 0      | 5             | 0             | 3             | 25    | 1     | 4      | 0.1             |
| Atlético Nacional · Colombia | Total club    | Total club    | 158   | 8     | 26     | 18    | 0     | 1      | 25            | 0             | 6             | 201   | 8     | 33     | 0.04            |
| S. D. Aucas · Ecuador | 1.ª           | 2023          | 15    | 1     | 2      | 0     | 0     | 0      | 0             | 0             | 0             | 15    | 1     | 2      | 0.07            |
| S. D. Aucas · Ecuador | Total club    | Total club    | 15    | 1     | 2      | 0     | 0     | 0      | 0             | 0             | 0             | 15    | 1     | 2      | 0.07            |
| Total carrera | Total carrera | Total carrera | 403   | 19    | 66     | 55    | 5     | 1      | 39            | 1             | 11            | 497   | 25    | 78     | 0.05            |
| (1) Incluye datos de la Copa Colombia (2011-2015) y Superliga de Colombia (2014). (2) Incluye datos de la Concacaf Liga Campeones (2015-2016), Copa Libertadores de América (2014) y Copa Sudamericana (2011 y 2014). (3) Media de goles por encuentro. No incluye goles en partidos amistosos. |               |               |       |       |        |       |       |        |               |               |               |       |       |        |                 |

## Palmarés

### Títulos nacionales
| Título                | Club              | País     | Año    |
| --------------------- | ----------------- | -------- | ------ |
| Copa Colombia         | Deportivo Cali    | Colombia | 2010   |
| Superliga de Colombia | Deportivo Cali    | Colombia | 2014   |
| Torneo Apertura       | Deportivo Cali    | Colombia | 2015   |
| Copa MX               | Querétaro         | México   | 2016-A |
| Supercopa MX          | Querétaro         | México   | 2017   |
| Copa Colombia         | Atlético Nacional | Colombia | 2018   |
| 2021                  | Atlético Nacional | Colombia |        |
| Torneo Apertura       | Atlético Nacional | Colombia | 2022   |
| Superliga de Colombia | Atlético Nacional | Colombia | 2023   |